# Morup
Morup is een plaats in de gemeente Falkenberg in het landschap Halland en de provincie Hallands län. De plaats heeft 248 inwoners (2005) en een oppervlakte van 53 hectare.